# موتور حاجی گزابیگ
موتور حاجی گزابیگ یک منطقهٔ مسکونی در ایران است که در دهستان اسماعیل‌آباد (خاش) واقع شده‌است. موتور حاجی گزابیگ ۵۸ نفر جمعیت دارد.